# 다케우치 기요마로
다케우치 기요마로(竹内 巨麿, 1874년 5월 12일? ~ 1965년 1월 27일)는 일본의 종교인이다. 1900년에 황조황태신궁 아마쓰교(이하 아마쓰교)를 창립했다. 아마쓰교의 성전이자 고대 역사와 전승 중 하나인 《다케우치 문서》를 집필한 것으로도 알려져 있다. 본명은 이와지로(岩次郎)이며, 다른 이름으로 쓰네모토(経基)라고도 했다.

## 성장 과정과 아마쓰교 창립

### 역사적 경력
1874년, 니이카와현 니이카와군 신보무라(후의 도야마현 도야마시)에서 과부 스기마사 미쓰(杉政 みつ)의 사생아로 태어났다. 아버지는 자료에 따라 차이가 있는데, 1936년 4월호 《특고월보》(特高月報)에서는 출가 중이던 목수 모리야마 유키치로(森山 勇吉), 1937년 8월호에서는 성이 불분명한 목수 다케지로(竹次郎)로 기록되어 있다. 출생 직후 네이군 신메이촌(후의 도야마시) 오아자 시모노(大字 下野)의 소작농 다케우치 쇼조(竹内 庄蔵)의 양자가 되었다. 본명은 이와지로(岩次郎)였으며, 호적상 출생일은 5월 12일이다.
1891년 양부의 사망으로 집안을 상속받았으나, 1892년 7월에 홀로 상경했다. 석공이자 노동자 우두머리였던 다케하시 마쓰고로의 집에 하숙했다. 그는 도쿄시 간다구(후의 도쿄도 지요다구) 미토시로초의 다케하시 집에 보물이라 칭하는 짐을 맡겼는데, 이로 인해 6척(1.8m) 크기의 벽장이 가득 찼으며, 같은 구 미카와초의 화장장 일꾼 이와타 킨로쿠의 집 등에도 짐을 맡긴 것으로 보도되었다. 그 후 1893년경, 각기병을 앓게 된 것을 계기로 간다구 니시키초의 온타케교회에 입신했다. 같은 교단의 관장이었던 코우세쓰소의 조언에 따라 병 치료를 위해 구라마산으로 떠나, 5년간 육부로서 각지의 고분과 신사, 사찰 등을 돌아다녔다고 한다.
1898년 11월에 온타케교로 돌아와, 9월 22일에 이름을 이와지로에서 쓰네모토(経基)로 개명했다. 후지와라 아키라는 그가 다케우치 가문이 세이와 겐지의 혈통을 이어받았다고 생각했기 때문에, 그 조상인 미나모토노 쓰네모토의 이름을 따온 것이라고 논했다. 1899년, 온타케교의 수행자로서 들른 이바라키현 다가군 기타나카고무라(후의 기타이바라키시) 이소하라에서 기우제를 성공시켰고, 이에 감격한 현지 주민 마쓰자키 신파치가 도움을 자청하면서 이 지역에 거주하게 되었다. 《특고월보》에 따르면, 《다케우치 문서》의 집필도 그 해부터 이미 시작되었다고 한다. 1900년에는 같은 지역에서 온타케교 아마쓰교회를 열었다.

### 종교상 경력과 다케우치 가문의 근원

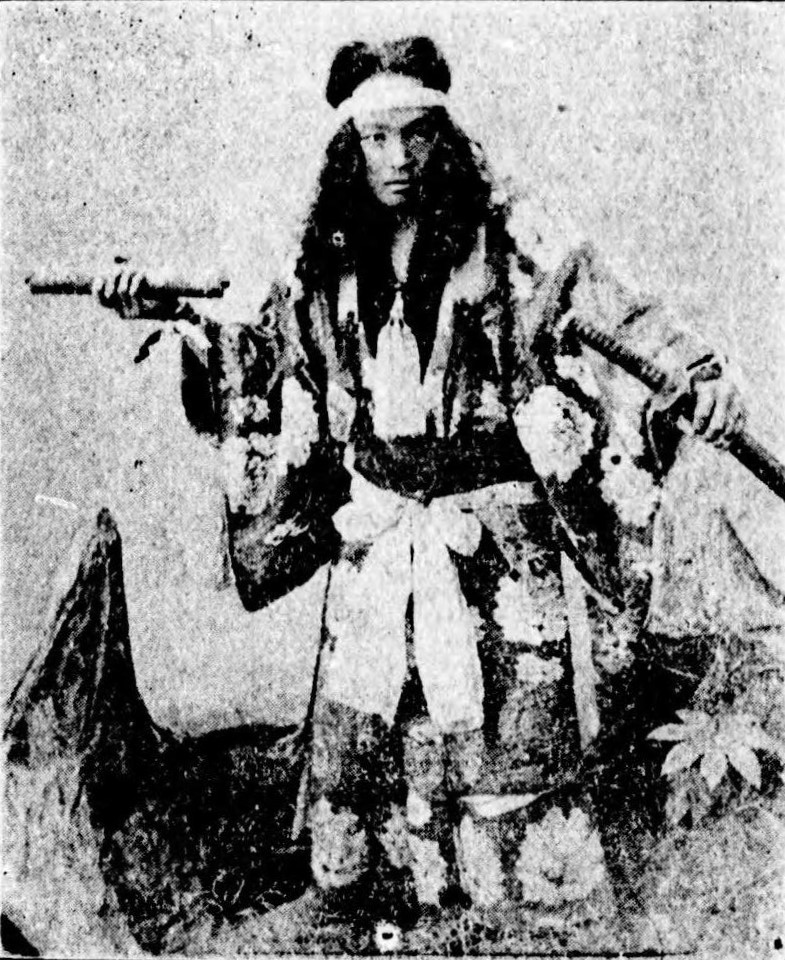
수행자 시절의 기요마로. 1897년경 촬영으로 추정.

아마쓰교에서는 황조황태신궁이 진무 천황 이전의 태고 천황이 제주를 맡았던 신사로 여겨진다. 태고의 천황은 세계의 지배자로서 아메소라우키후네라는 탈것을 타고 세계를 순행했으며, 모세와 석가, 공자, 예수, 마호메트와 같은 고대의 성현들도 이 신사에서 배웠다고 전해진다. 하지만 잇따른 천재지변으로 인해 태고 일본은 쇠퇴하였고, 이러한 일본의 영화는 잊혀지게 되었다. 기요마로의 양가인 다케우치 가문은 고겐 천황의 제4황자인 히코후쓰오시노마코토노신왕(彦太忍信親王)을 시조로 하는 가계이며, 다케우치노 스쿠네 대에 이르러 '다케우치'로 성을 바꾸었다. 부레쓰 천황 시대에는 아마쓰교의 분파에 불과한 불교가 그때까지의 전통을 압박하게 되었으나, 스쿠네의 손자인 헤구리 노 마도리(平群 真鳥)는 천황의 밀지를 받아 죽음을 위장하고 엣추국에 잠복함으로써, 문헌, 즉 《다케우치 문서》와 신보(神宝)를 불교 세력으로부터 은밀히 지켜내는 데 성공했다. 그 후 남조의 고다이고 천황, 조케이 천황을 보호하고자 했던 다케우치 가문은 아시카가씨와 잇코잇키, 마에다씨와 같은 당시 제 세력으로부터 계속해서 박해를 받았다. 이로 인해 다케우치 가문은 기요마로의 10여 대 전에 신대 이래의 명사였던 고소고타이진구의 신관직을 잃게 되었고, 다케우치 가문은 신보만을 이어받게 되었다고 한다.
다케우치 개인의 전기로는 나가미네 하산이 본인의 구술을 정리한 《메이지 기인 이마요시쓰네 구라마슈교 실력담》(明治奇人今義経鞍馬修業実歴譚)과, 같은 책을 바탕으로 기요마로의 장남인 다케우치 요시미야가 정리한 《자, 이야기를 해볼까》(デハ話ソウ)가 있다. 이들 서적에 따르면, 그는 백작 니와타 시게타네가 이세 신궁의 천궁에 칙사로 파견되었을 때, 제주인 후지나미 미쓰타다의 딸 나호코 사이에서 태어난 자식이었다. 그러나 나호코는 폭한의 습격을 받아 자결하였고, 기요마로는 종자인 시모니시 쿠자에몬과 함께 도망쳤다. 그 후 기요마로는 시모니시의 먼 친척인 다케우치 사부로에몬 가에 받아들여지게 되었고, 신변의 안전을 지키기 위해 기요마로는 다케우치 가가 이전에 맞이했던 양자인 이와지로와 바꿔치기되었다. 17세 때 양부가 사망하자, 그는 어머니의 원수를 갚고자 구라마산에서 수행하며 여러 나라를 돌아다녔다고 한다. 그는 이소하라에서 원수가 이미 죽었다는 것을 알고 삶의 의미를 잃어 자살을 시도했으나 신에 의해 만류되어, 그곳에서 아마쓰교를 일으키게 되었다. 물론 이러한 이야기는 호적상의 사실과 다케우치의 종교인으로서의 정당성에 맞추기 위한 허구이다.

## 교주 경력

### 메이지, 다이쇼 시기 활동

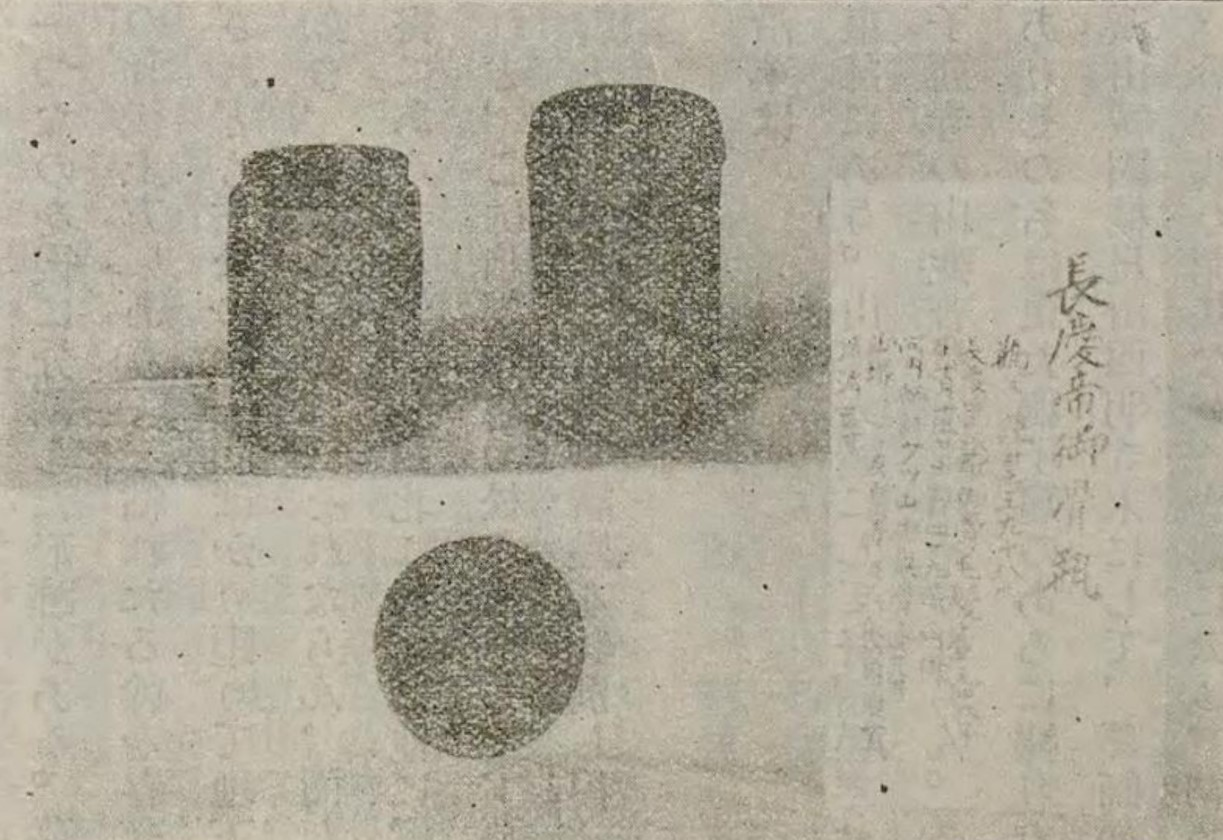
고케이 천황의 "유골모발항". 다케우치 가문에 전해 내려오는 "신보" 중 하나.

1902년, 그는 온타케교 본청으로부터 권대교정에 임명되었다. 1911년에는 온타케교의 구니노토코타치와 아마쓰교의 신을 모시는 신전을 건립했다. 1923년에는 신직의 자격을 얻어 이듬해인 1924년에는 미나미나카고무라(후의 기타이바라키시)의 무격사인 오도 신사, 스사 신사, 오쓰카 신사의 사장이 되었다. 이처럼 다케우치는 이소하라에서 온타케교의 교사로서 활동하면서도, 그에게 있어 이러한 자격은 "포교의 편의나 세상 사람들의 신용을 얻기 위한 수단"에 불과했으며, 자신이 가진 "보물"을 세상에 널리 알리고자 활동을 펼쳤다.
1922년에는 "니치렌 성인의 진필 5폭과 기타 3점"을 공개했으며, 1925년에는 조부로부터 물려받은 신보(神宝)의 수를 마찬가지로 물려받은 "신대계도"에 맞추기 위해서라는 명목으로, 후쿠시마현 다이라시(후의 이와키시)의 주물장이인 구도 겐키치에게 신보의 주조를 의뢰했다. 1925년에는 오나카토미 치카쓰나 및 온타케교 관장이라는 진구 야스히사라는 인물과 함께 신보를 공개했다. 당시 다케우치의 문헌 선전의 중심은 남조의 유물이었으나, 오나카토미가 1928년에 발표한 "신대의 신기자료 발견"에서는 "천하만국 지나국의 정법을 정하고 천하를 순찰하신다"는, 천황의 세계순찰설과 같은 기개 넘치는 세계관을 담은 "신대문자신체보의 권"이라는 문헌의 존재가 소개되어 있다. 이로부터 후지와라는 《다케우치 문서》의 본격적인 성립은 적어도 1924년까지 거슬러 올라갈 수 있는 사건이라고 말하고 있다.
또한 그 해에 다케우치는 미나미나카고무라의 주민들과 함께 궁내대신 앞으로 고다이고 천황 능이라는 전승이 있는 스사 신사의 무덤 조사 청원을 보냈으나, 완강히 무시당했다. 이듬해인 1926년에는 고향인 신메이 마을로 돌아가 이 지역의 히요시 신사야말로 황조황태신궁의 후예라고 주장하며, 마을 이장인 후지타 진사부로의 동행 하에 신주인 요시오 시게키요를 찾아가 신주직의 양도와 찬동을 구했다. 요시오는 찬동은 불가능하다고 하면서도 신주직의 이관에는 응했으나, 결국 이 또한 지역 주민들의 반대로 실현되지 않았다. 같은 해, 교회는 화강암으로 만든 대도리이의 봉납을 받았다.

### 중앙 진출과 교세 확대
1927년, 마찬가지로 온타케교의 교사였던 다카바타케 야스지로를 설득하여 이소하라의 신보를 배관하게 했다. 다카바타케는 이러한 신보에 감동하여 발열로 1주일간 병상에 누워있을 정도였다고 한다. 다카바타케는 이후 《다케우치 문서》를 깊이 믿게 되어 다케우치의 심복으로서 활동하게 된다. 다카바타케는 문서의 봉안전을 도쿄에 세우고자 협력자를 찾아 다이니혼 추아이카이라는 단체를 주재하는 마에다 쓰네조와 접촉했다. 마에다는 각계의 명사들에게 실제로 신보를 보여주는 것이야말로 봉안전 설립에 효과적이라고 열변을 토했고, 7월부터 마에다를 중심으로 하는 로비 활동이 이루어지게 되었다.

1928년 3월 29일, 다케우치 일행은 공작 이치조 사네타카, 해군대장 아리마 요시키쓰 등을 이소하라로 불러들여 "신대문자신령보권"(神代文字神霊宝巻)이라는 문헌을 배관하게 했다. 이로부터 2개월 후인 5월에는 육군대장 혼고 후사타로가 같은 문헌을 배관하고 "일본에 문자의 기원이 있다는 것은 실로 얻기 어려운 문화의 발상지라 하지 않을 수 없다"며 감격했다고 한다. 혼고는 쇼와 천황비 고준 황후의 부친인 구니노미야 구니요시 왕의 궁무감독이었으며, 마에다 일행은 혼고의 배관이 구니노미야의 대리인 자격이라고 선전했다. 이 결과 이소하라에는 많은 명사들이 모이게 되었고, 그 해에는 사무소·기도소의 신축 기부를 받았다.
이러한 배관자 중 한 명이 사카이 가쓰도키였다. 사카이는 기독교계 신비주의자로 시오니즘과 일본의 신정복고를 동일시했다. 사카이는 성서와 기기신화를 물적 증거로 연결시키고자 여호수아가 12지파의 대표자에게 할당했다는 12개의 돌을 찾고 있었으며, 실업가 오쿠다 가메조를 통해 다카바타케 및 마에다와 접촉하여 그러한 돌의 소재를 물었다. 마에다는 돌이 분명히 이소하라에 있다고 단언하고, 1929년 3월 10일에 실제로 그 돌을 보여주었다. 여기서 "발견"된 돌은 모세가 천황에게 헌상한 "이면 십계"를 기록한 것으로, 다케우치에 따르면 그 후 모세는 이집트로 돌아가 유대인을 인도하고, 이후 로물루스를 자칭하며 로마 제국을 건국했다고 한다. 사카이는 이에 감격하여 이후 《다케우치 문서》를 바탕으로 세계사에서 일본의 중심성에 대해 논하게 된다.
어쨌든 아마쓰교의 교세는 점점 확대되어 이바라키, 후쿠시마, 도쿄 등을 중심으로 신자의 수는 1만 명을 넘을 정도가 되었고, 연간 참배자 수는 1500명에 달할 정도가 되었다. 1930년에는 이치조, 아리마를 비롯한 10여 명의 명사들에 의해 보물을 조사하는 연구기관 설립의 협의가 진행되었으며, 도쿄 봉안전의 건립에 있어 가가의 마에다 씨로부터 100만 엔의 기부가 검토되기에 이르렀다. 이유는 불분명하나 8월 10일, 그는 자신의 이름을 쓰네모토에서 기요마로로 개명했다. 또한 그 해 말, 많은 헌금을 꺼린 기요마로는 온타케교 본청과 "감정적으로 대립"하여 교단을 탈퇴했다.

### 제1차 아마쓰교 사건의 타격과 교세의 회복

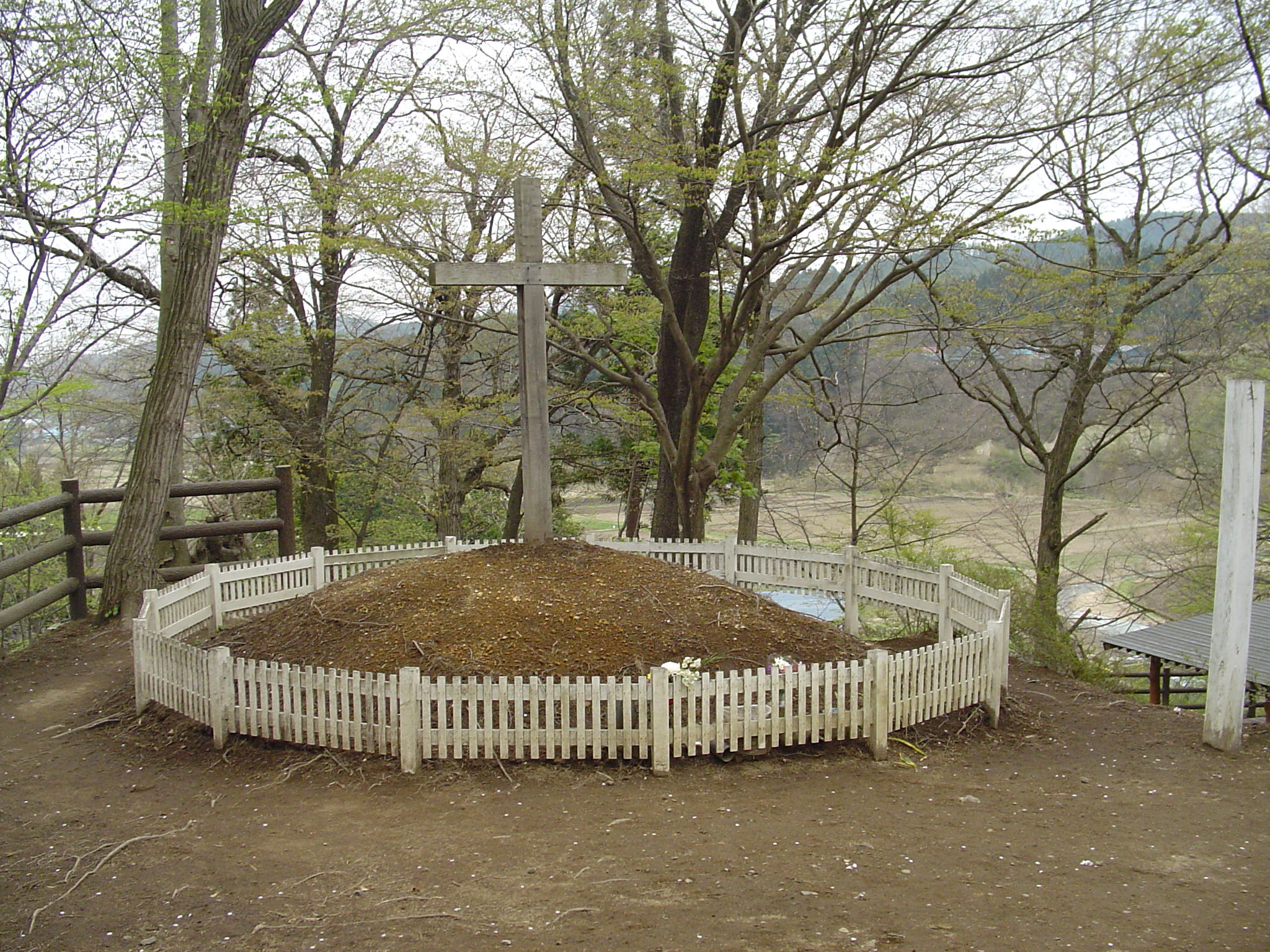
예수의 묘(2003년). 다케우치가 1935년에 발견했다.

아마쓰교가 온타케교에서 탈퇴한 것도 영향을 미쳐, 같은 해 12월 5일 다케우치는 다카바타케·마에다와 함께 사기 혐의로 조사를 받는다. 입건까지는 이르지 않았으나, 교단은 국화 문장 유사 도형의 사용, 신보의 공중 공람 금지, 건물·기물의 일부 개수 폐기를 명령받았다. 이로 인해 아마쓰교는 "신도의 대부분이 흩어져 교세가 갑자기 쇠퇴하는" 큰 타격을 받는다.
교세를 만회하고자 다케우치는 시즈오카현 하마마쓰시에 거점을 둔 기업인 신기유성교와 제휴하여 1931년 8월에 "신기유성교 이소하라 지점"으로서 교단을 재흥시킨다. 이듬해 9월에는 독립하여 "합자회사 아마쓰교 대사회청"으로서 활동을 계속하나, 1933년 6월에는 거듭 황조황태신궁에의 대중 참배, 부적·신부의 반포 및 신보의 공중 공람이 금지된다. 이로 인해 신도 수는 수백 명 정도로까지 감소한다. 또한 8월에는 도리이의 철거가 명령되었다.
다케우치는 황국일보사의 경영자인 기무라 킨슈와 연계하여 1934년 5월 18일에 교단을 홍선하는 《대일본신황기》(大日本神皇記)를 간행하나, 같은 달 22일에는 출판 금지 처분을 받고 만다. 또한 다케우치는 오모토계의 신종교자인 야노 유타로와 함께 신보봉찬회를 설립하나, 이는 두 사람의 방향성 차이로 인해 9월 28일에 해체되고 만다. 그 해 4월 23일, 사카이는 히로시마현의 아시다케산이 피라미드임을 해명하고, 7월에는 다케우치가 "피라미드 신체석"과 "이야히라도노 유래"를 발견한다. 이듬해인 1935년 3월에는 다케우치가 모세의 묘를, 8월 7일에 아오모리현 산노헤군 헤라이 마을(후의 신고 마을)에서 예수의 묘를 발견했으며, 10월 10일에는 "예수의 유언서"를 공개했다.
이러한 가운데 국체명징성명(国体明徴声明)으로 대표되는 것처럼 일본의 국가주의는 점점 더 고조되어 갔으며, 이러한 시세에 편승하는 형태로 아마쓰교의 신도 수는 천수백 명 정도까지 회복되었다. 예를 들어 이 시기인 1935년 6월 27일에는 육군 중좌 야스에 노리히로가 마사키 진자부로의 집을 방문하여 이소하라에 가도록 권유했고, 마사키는 실제로 10월 6일에 신보를 배관했다. 또한 이 해에는 도야마 미쓰루도 이소하라를 방문했다.

### 제2차 아마쓰교 사건과 그 이후

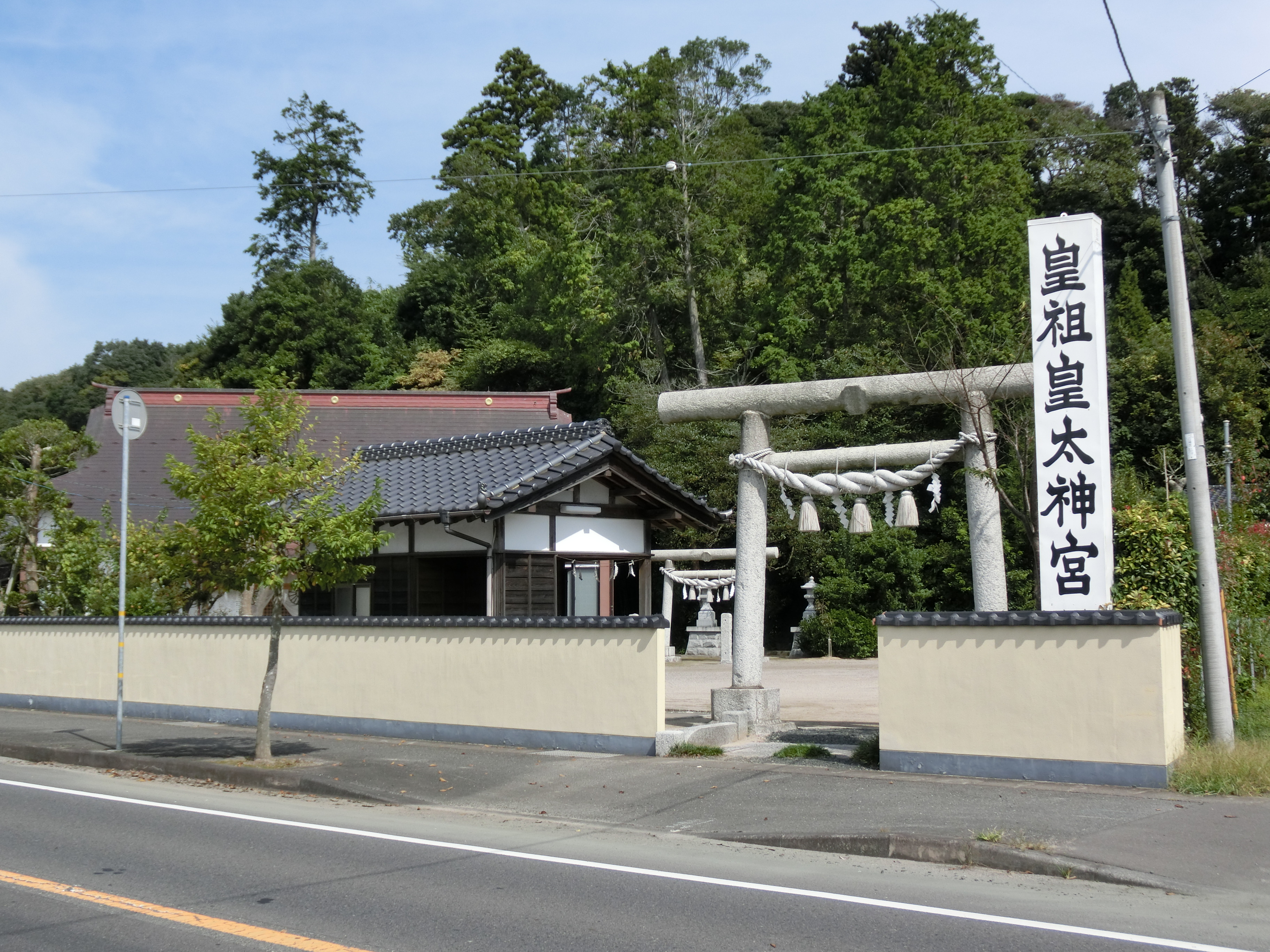
황조황태신궁 아마쓰교 본청(2015년)

이 시기에 관헌이 신흥종교에 보이는 태도도 엄격해져 1935년에는 제2차 오모토 사건과 덴리교의 검거 등이 이루어졌다. 1936년 2월 13일에는 다케우치와 그의 신도인 요시다 가네키치가 이세신궁에 대한 불경의 혐의로 체포되었다. 이에 이어 아마쓰교 간부 및 동반 지식인 14명이 잇달아 검거되었으나, 1937년 12월 11일에는 다케우치만이 불경죄로 기소되고 그 외에는 기소유예 처분이 되었다.
제2차 아마쓰교 사건에서 다케우치는 자신의 주도하에 "신보"를 위조하고 이를 아마쓰교의 선전을 위해 사용했다는 이유로 신궁불경 및 신사에 대한 공연불경 및 문서위조행사사기의 혐의로 기소되었으나, 다케우치는 이에 대해 우자와 후사아키 및 신대문화연구소장인 다타이 시로지를 변호인으로 내세워 철저히 항전했다. 미토 지방재판소 및 항소원의 판결은 모두 유죄였으나, 전황의 악화에 따라 정부에 재판 계속의 여유가 없어진 1944년 12월 1일, 최고재판소는 "이 사건은 재판소의 권한을 넘어선 종교상의 문제이다"라며 다케우치에게 무죄 판결을 내렸다. 나가오카는 일본이 국가총력전을 수행하고 있던 이 시대에 "역사와 신화, 합리와 비합리의 경계"가 흐려지고 있었다는 점도 지적하고 있다.
종전 후인 1946년, 무죄가 된 다케우치는 "다이이치교"(大日教)라는 이름으로 종교법인을 설립하여 아마쓰교를 재시동시켰다. 그러나 연합국 최고사령부에 의해 같은 단체는 단체 등 규정령 제2조 제3호(일본국이 다른 아시아인, 인도네시아인 또는 말레이인의 지도자임을 참칭하는 단체)에 저촉된다고 판단되었다. GHQ에 의한 수사가 시작되었음을 감지하자 다케우치는 1949년 9월 14일, 같은 단체를 "아마쓰교"(天津巨)로 개칭하고 교규, 교의의 일부를 변경했다. 그러나 "동교의 본질적 성격으로 보아 그 명칭, 교규, 교의 등의 변경은 단지 그 표면을 감추기 위한 것이어서 동교의 본질적 성격의 변경으로는 인정되지 않는다"는 이유로 1950년 1월 16일에 해산을 명령받았다. 하타 이쿠히코는 "전전, 전후 두 차례에 걸쳐 시대의 권력에 박해받은 것은 아마쓰교 외에는 없다"고 논한다. 그럼에도 불구하고 다케우치는 1952년에 다시 황조황태신궁 아마쓰교를 설립하여 종교 활동을 재개했다. 1965년 1월 27일에 사망했다.

## 인물

### 사생활과 가족
다케우치 교마로의 사생활에 관한 사료는 극히 제한되어 있다. 아마쓰교 사건 당시의 신문 보도에 따르면, 교마로에게는 요시미야, 마사코, 요리히로, 데루무네, 요시쿠니, 나오에의 4남 2녀가 있었다는 것은 알려져 있으나, 언제 결혼했는지와 같은 정보도 명확하지 않다.
요시미야는 저서 《자, 이야기를 해볼까》의 판권지에 따르면, 1915년에 이소하라에서 태어나 1937년에 일본대학을 졸업한 후 일본 육군에 입대하여 북만주의 하이라얼에 배속되었다가 대련특무기관에 소속되었다고 한다. 같은 기관장은 1938년부터 야스에 센코가 맡았는데, 이 인물은 앞서 언급한 대로 다케우치 문서의 신봉자였다. 야스에의 아들인 히로오의 말에 따르면, 요시미야의 대련특무기관 배속 또한 "야스에 대좌의 배려였다고 한다". 당시 야스에는 대련특무기관에서 유대인 유화정책에 종사하고 있었다. 그 후 요시미야는 현지에서 무역상이 되어 1946년에 귀환하여 교마로의 종교 활동에 협력하려 했으나, "GHQ의 추방 처분으로 인해 할 수 없게 되어 여러 사업을 하게 되었다". 1964년부터 아버지를 이어 아마쓰교의 관장이 되었다. 1999년에는 그의 장남인 야스히로가 관장직을 이었다.

### 인물상
나가오카 다카시는 아마쓰교에는 교단을 방문한 외부 연구자가 보물의 배관을 요구하고, 다케우치가 이에 응하여 신보를 "발견"하는 구도가 있다고 본다. 나가오카는 "자료군의 정당성을 담보하는 참조처로서의 보유자라는 기능"을 가진 그를 "탈주체화하는 주체"라고 칭하고, 이것이야말로 지도자의 카리스마에 의존하는 오모토와 "명확한 중심을 가지지 않고 다초점적으로 전개되어 간 사상운동으로서의 근대 다케우치 문헌이라는 사건"의 분기점이라고 논하고 있다.
한편 후지와라는 이러한 관점에 의문을 제기하고 있으며, 아마쓰교의 기개 넘치는 망상은 다케우치 자신의 발안이며, 또한 다케우치가 사카이를 위해 쓴 "모세의 유언과 계도"에 자신의 세계통일의 정당성을 주장하는 문구를 덧붙이고 있는 것 등으로 보아, 그는 충분히 능동적인 주체로서 움직이고 있었다고 말한다. 연합군 최고사령부 민간정보교육국 종교문화자원과장이며 다케우치를 조사했던 윌리엄 번스는 1950년의 메모에서 그의 성격에 대해 "자유분방하고 다소 정신분열증적이며 과대망상이 있는 인물"이라고 기록하고 있다.

## 참고문헌
- 明石博隆・松浦総三, 편집. (1975). 《昭和特高弾圧史 3 (宗教人にたいする弾圧 上 1935-1941年)》. 太平出版社. doi:10.11501/11974087.
- 北茨城市史編さん委員会, 편집. (1987). 《北茨城市史 下巻》. 北茨城市. doi:10.11501/9644159.
- 竹内義宮 (1971). 《デハ話ソウ : 竹内巨麿伝》. 皇祖皇太神宮. doi:10.11501/12267199.
- 永岡崇 (2017). 〈近代竹内文献という出来事 : "偽史"の生成と制度への問い〉.   小澤実. 《近代日本の偽史言説 : 歴史語りのインテレクチュアル・ヒストリー》. 勉誠出版. 90–120쪽. ISBN 978-4-585-22192-0.
- 永岡崇 (2021년 12월 10일). “宗教弾圧と「聖戦」”. 《中央公論.jp》. 中央公論新社. 2024년 5월 21일에 확인함.
- 原田実 (2020). 《偽書が揺るがせた日本史》. 山川出版社. ISBN 978-4-634-15163-5.
- 藤巻一保 (2023). 《戦争とオカルティズム 現人神天皇と神憑り軍人》. 二見書房. ISBN 978-4-576-23041-2.
- 藤原明 (2019). 《幻影の偽書『竹内文献』と竹内巨麿　超国家主義の妖怪》 Kile 版판. 河出書房新社. ISBN 978-4-309-22798-6.
- 山本伸一 (2017). 〈酒井勝軍の歴史記述と日猶同祖論〉.   小澤実. 《近代日本の偽史言説 : 歴史語りのインテレクチュアル・ヒストリー》. 勉誠出版. 213–243쪽. ISBN 978-4-585-22192-0.